# Pensar fuera de la caja

El juego de los "nueve puntos". El objetivo de este rompecabezas es conectar los 9 puntos usando 4 líneas rectas o menos sin levantar la pluma del papel y sin trazar la misma línea más de una vez. Más abajo aparece una solución.

Pensar fuera de lo normal,  o pensar fuera de la caja como traducción literal del inglés thinking outside the box/out of the box, es una metáfora que significa pensar diferente, de manera no convencional o desde una nueva perspectiva. Esta expresión se refiere al pensamiento novedoso o creativo. Se cree que la expresión se deriva de consultores de administración de las décadas de 1970 y 1980 que retaron a sus clientes a resolver el juego de los "nueve puntos", cuya solución requería de pensamiento lateral.
El latiguillo —frase de constante repetición—  o cliché se ha usado ampliamente en el ámbito de los negocios, especialmente por consultores de gestión y coaches (entrenadores) ejecutivos, y además ha sido mencionado en un gran número de anuncios. Pensar fuera de la caja es mirar más lejos y tratar de no pensar cosas obvias, tratando de pensar más allá.

## Analogía
Una definición simplificada de paradigma es un hábito de razonar o un marco de trabajo conceptual. 
Una analogía simplificada es "la caja" en la frase usada comúnmente: "thinking outside the box". Lo que se comprende en las palabras "dentro de la caja" es análogo a los supuestos (suposiciones) actuales, casi siempre inadvertidas, acerca de una situación. El pensamiento creativo reconoce y rechaza el paradigma aceptado, y genera nuevas ideas.

## El juego o rompecabezas de "los nueve puntos"
La noción de algo fuera de una "caja" de la cual se tiene percepción se relaciona con el  rompecabezas topográfico tradicional llamado rompecabezas de los nueve puntos.
Los orígenes de la frase "pensar fuera de la caja " son inciertos; pero se popularizó en parte por el rompecabezas de los "nueve puntos", que John Adair dice haber introducido en 1969. El consultor de gestión Mike Vance afirmó que el uso del rompecabezas de los nueve puntos en los círculos de consultoría deriva de la cultura corporativa de Walt Disney Company, en donde se utilizaba este rompecabezas.

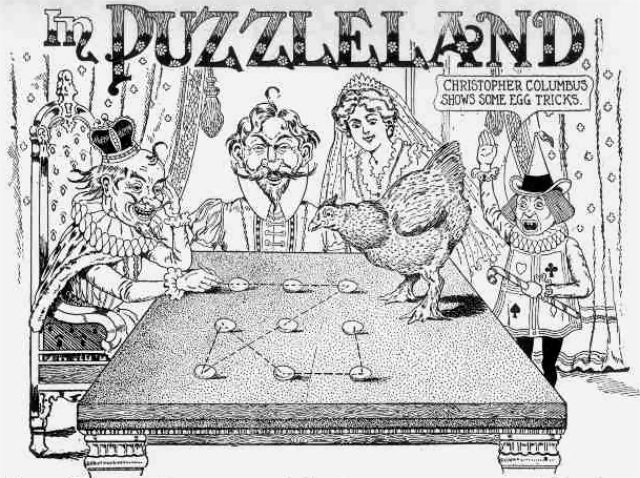
El rompecabezas del huevo de Christopher Columbus como apareció en la Cyclopedia of Puzzles de Sam Lloyd.

El rompecabezas de los "nueve puntos" es mucho más viejo que la frase en cuestión. Este aparece en la Cyclopedia of Puzzles de Sam Loyd de 1914.  En la compilación de 1951 The Puzzle-Mine: Puzzles Collected from the Works of the Late Henry Ernest Dudeney, la autoría del rompecabezas se le atribuía al mismo Dudeney. El planteamiento original de Sam Lloyd del rompecabezas se titulaba Christopher Columbus's egg puzzle o "El rompecabezas del huevo de Cristóbal Colón" o, más abreviado, "el huevo de Colón".

El rompecabezas propuso un reto intelectual; conectar los puntos dibujando 4 líneas rectas y continuas que pasaran por cada uno de los 9 puntos y nunca levantar el lápiz del papel. El acertijo se resuelve fácilmente, pero solo al dibujar las líneas fuera de los confines del área definida por los mismos nueve puntos. La frase "pensar fuera de la caja" es un replanteamiento de la estrategia de solución. El rompecabezas solo parece difícil porque las personas comúnmente imaginan un límite alrededor del borde del arreglo de puntos. La esencia o quid del asunto es la barrera no especificada que las personas suelen percibir.

Una de las muchas soluciones del rompecabezas al principio de este artículo es ir más allá de los límites para unir todos los puntos con 4 líneas rectas.

Irónicamente, decirles a las personas que "piensen fuera de la caja" no les ayuda a pensar fuera de la caja, por lo menos no con el problema de los 9 puntos. Esto debido a la distinción entre conocimiento procedimental (conocimiento tácito o implícito) y el conocimiento declarativo (conocimiento de los libros). Por ejemplo, una señal no verbal como dibujar un cuadrado fuera de los 9 puntos no permite a las personas resolver el problema de los nueve puntos mejor que el promedio. Sin embargo, un tipo muy particular de verbalización permitió que las personas resolvieran el problema mejor que el promedio. Esto es hablar en un estilo de libre asociación sin prejuicios. Estas fueron las instrucciones en un estudio que mostró facilidad para resolver el problema de los nueve puntos:
 Al resolver los problemas se le alentará a pensar en voz alta. Al pensar en voz alta deberá hacer lo siguiente: Decir lo que sea que este en su mente. No reprimas corazonadas, suposiciones, ideas salvajes, imágenes, planes o metas. Hable tan continuamente como le sea posible. Trate de decir algo al menos una vez cada cinco segundos. Hable en voz alta y clara. Preste atención a la reducción del volumen de su voz mientras más participa. No se preocupe de las oraciones completas o de elocuencia. No explique de más ni justifique. No analice más de lo normal. No se centre en eventos pasados. Introdúzcase en el patrón de decir lo que esta pensando en este momento y no en pensar por mucho tiempo y después describir sus pensamientos. Aunque quien supervisa el experimento esté presente, no está hablando con él. En cambio, está para realizar esta tarea como si estuviera hablando para usted mismo.
El problema de los nueve puntos es uno muy bien definido; tiene un objetivo claramente planteado y toda la información necesaria para resolverlo (conectar todo los puntos usando cuatro líneas rectas). Además, los problemas bien definidos tienen un final claro (sabes cuándo se ha llegado a la solución). A pesar de que la solución está "fuera de la caja" y no es fácil verla al principio, una vez que se ha encontrado parece obvia. Otros ejemplos de problemas definidos son la Torre de Hanói y el Cubo Rubik.
En cambio, las características de los problemas no definidos son:
- No está claro realmente cuál es la pregunta.
- No está claro cómo llegar a la solución.
- No hay una idea de cuál es la solución.

Un ejemplo de un problema no definido es: "¿Cuál es la esencia de la felicidad?", y las destrezas requeridas para resolver este tipo de problema son: la habilidad de razonar y generar inferencias, metacognición,  monitoreo epistémico.

## Metáfora
Esta frase en inglés es un tropo retórico flexible, y tiene diversas aplicaciones. 
La metafórica "caja" en la frase "fuera de la caja" puede estar íntimamente relacionada con algo real y miscible; por ejemplo, restricciones percibidas desde el punto de vista presupuestal o de organización en un proyecto de desarrollo de Hollywood. Especular más allá de sus confines restrictivos puede ser a la vez: 
(a) positivo- fomentar saltos creativos al generar ideas salvajes (en el uso convencional del término); y
(b) negativo- penetrar a través del "fondo de la caja." James Bandrowski ´plantea que esto podría resultar en una franca y perspicaz revaluación de una situación, de sí mismo, la organización, etc.
Por otra parte, Bandrowski argumenta que el proceso de pensar "dentro de la caja" no necesita interpretarse en un sentido peyorativo. Es crucial para analizar gramaticalmente y ejecutar diversas tareas, toma de decisiones, analizar información y administrar el progreso de procedimientos de operación estándar, etcétera.
El guionista de Hollywood Ira Steven Behr se apropió de este concepto para informar la trama y el personaje en el contexto de una serie de televisión. Imaginó un personaje central:
Él va a estar "pensando fuera de la caja", ustedes saben, usualmente cuando usamos ese cliché, pensamos que pensar fuera de la caja significa un nuevo pensamiento, para que podamos situarnos de nuevo en la caja, pero de alguna manera en una mejor posición.
La frase puede usarse como una versión corta para describir la especulación sobre qué pasa después en un proceso de pensamiento de diseño con múltiples etapas.

## Lectura extra
- Adams, J. L. (1979). Conceptual Blockbusting: A Guide to Better Ideas. New York: W. W. Norton. ISBN 978-0-201-10089-1. ISBN 0-201-10089-4 (more solutions to the nine dots problem - with less than 4 lines!)
- Scheerer, M. (1972). «Problem-solving». Scientific American 208 (4): 118-128.
- Golomb, Solom W.; Selfridge, John L. (1970). «Unicursal polygonal paths and other graphs on point lattices». Pi Mu Epsilon Journal 5: 107-117. MR 0268063.
- Ripà, Marco (2014). «The rectangular spiral or the n1 × n2 × ... × nk Points Problem». Notes on Number Theory and Discrete Mathematics 20 (1): 59-71. ISSN 1310-5132.